# Mudá
Mudá è un comune spagnolo di 130 abitanti situato nella comunità autonoma di Castiglia e León, Montaña Palentina.